# San Gaspar Ixchil
San Gaspar Ixchil – niewielka osada o statusie miasta gminnego w zachodniej Gwatemali, w departamencie Huehuetenango, około 40 km na zachód od stolicy departamentu, miasta Huehuetenango i około 50 km od granicy państwowej z meksykańskim stanem Chiapas. Miasto leży w dolinie w górach Sierra Madre de Chiapas na wysokości 1531 m n.p.m., przy Drodze Panamerykańskiej.
Według danych szacunkowych w 2012 roku liczba ludności miasta wyniosła 562  mieszkańców.
Jest siedzibą władz gminy o tej samej nazwie, która w 2012 roku liczyła 6965 mieszkańców. Gmina jest bardzo mała, druga pod względem wielkości w departamencie, a jej powierzchnia obejmuje zaledwie 31 km².